# 캐도족
캐도족(Caddo)은 [오클라호마주]] 빙거(Binger)에 본부를 두고 있는 미국 연방 공인 부족이다. 캐도어를 사용한다.
캐도족은 역사적으로 텍사스주 북동부, 루이지애나주 서부, 아칸소주 남서부, 오클라호마주 남동부 지역에 거주했던 남동부 우드랜드 원주민의 네트워크였다. 유럽과 접촉하기 전에는 캐도 미시시피 문화권으로, 이 지역의 여러 장소에 거대한 토석 무덤을 건설하여 기원전 800~1400년에 번영을 누렸던 민족이었다. 19세기 초, 캐도족은 텍사스의 한 보호구역으로 강제 이주당했다. 1859년, 그들은 인디언 준주로 옮겨졌다.